# Várkút
Várkút (1899-ig Hradistya, szlovákul: Hradište) község Szlovákiában, a Besztercebányai kerületben, a Poltári járásban.

## Fekvése
Losonctól 25 km-re északkeletre, a Vepor-hegység déli részén, a Držkovo-patak völgyében fekszik. Határában ered a Szlatina-patak.

## Története
A régészeti leletek tanúsága szerint területén már a bronzkorban is éltek emberek.
A település a 13. században keletkezhetett, első írásos említése 1411-ben "Hradischa" alakban történt. 1435-ben "Hradissa", 1454-ben "Haradihcha", 1573-ban "Hradistia" alakban említik a korabeli források. A füleki váruradalomhoz tartozott. A 15. században a Perényi család birtoka. 1598-ban Orlé Miklós a birtokosa. 1715-ben 10, 1720-ban 13 háztartása adózott. A 18. század elején a Szent-Iványi család tulajdonában állt. Iskolájának első tanítójáról 1746-ból van feljegyzés. 1828-ban 60 házában 608 lakos élt, akik főként mezőgazdasággal, de a 19. századig faárukészítéssel, bognármesterséggel is foglalkoztak. Határában két malom is működött. 1831-ben és 1873-ban kolerajárvány pusztított a községben.
Vályi András szerint "HRADISTYA. Tót falu Nógrád Várm. lakosai katolikusok, fekszik Dévénhez 2 mértföldnyire, határja jó, fája, réttye, és más szép vagyonnyai is vagynak."
Fényes Elek szerint "Hradistya, tót falu, Nógrád vmegyében, 16 kath., 592 evang. szorgalmatos lakosokkal, kik sok faeszközöket készitenek. F. u. Szentiványi. Ut. p. Losoncz."
Nógrád vármegye monográfiája szerint "Várkút (azelőtt Hradistya). A vármegye felső részén, az Ipoly közelében fekvő kisközség, 146 házzal és 690 lakossal, a kik tótajkúak s vegyesen róm. kath. és evangélikus vallásúak. Postája Ipoly-róna. távírója és vasúti állomása Ipolyszele. 1435–1454-ben Fülek várához tartozott s ekkor a Perényi család birtokában találjuk. 1598-ban Orlé Miklós volt a földesura. 1715-ben 10 és 1720-ban 13 tót háztartást írtak össze e helységben. A XVIII. század elejétől kezdve a Szent-Ivány család volt az ura. Jelenleg nagyobb birtokosa nincsen. Az evangélikus templom 1898-ban épült. 1831-ben és 1873-ban a kolera dühöngött a községben. A községhez tartozik Várkút-irtvány."
A trianoni békeszerződésig Nógrád vármegye Losonci járásához tartozott.

## Népessége
| Év:            | 1994. | 2004.   | 2014.    | 2024.   |
| -------------- | ----- | ------- | -------- | ------- |
| Emberek száma: | 306   | 290     | 245      | 226     |
| Eltérés:       |       | -5,22 % | -15,51 % | -7,75 % |

| Év:            | 2023. | 2024.   |
| -------------- | ----- | ------- |
| Emberek száma: | 224   | 226     |
| Eltérés:       |       | +0,89 % |

1910-ben 791-en, túlnyomórészt szlovákok lakták.
2001-ben 296 lakosából 286 szlovák volt.
2011-ben 255 lakosából 233 szlovák.

## Nevezetességei
- Evangélikus temploma 1898-ban épült szecessziós stílusban, oltárképét 1949-ben készítették.
- Jézus Szíve kápolnáját 1923-ban építették.
- Klasszicista kúriája 1822-ben épült.

## Külső hivatkozások
- E-obce.sk Archiválva 2009. augusztus 18-i dátummal a Wayback Machine-ben
- Községinfó
- Várkút Szlovákia térképén
- E-obec.sk